# نبرد پانورموس
نبرد پانورموس در سال ۲۵۰ پیش از میلاد در سیسیل در خلال نخستین جنگ پونیک بین ارتش رومی به رهبری لوسیوس کیسیلیوس متلوس و نیروی کارتاژنی به رهبری هاسدروبال درگرفت. نیروهای رومی متشکل از دو لژیون که از شهر پانورموس دفاع می‌کردند، ارتش بسیار بزرگتر کارتاژینی متشکل از ۳۰۰۰۰ مرد و بین ۶۰ تا ۱۴۲ فیل جنگی را شکست دادند. جنگ در سال ۲۶۴ قبل از میلاد آغاز شده بود و کارتاژ کنترل بسیاری از سیسیل را در دست داشت، جایی که بیشتر نبردها در آنجا رخ داد. در سال‌های ۲۵۶–۲۵۵ قبل از میلاد، رومی‌ها تلاش کردند تا به شهر کارتاژ در شمال آفریقا حمله کنند، اما شکست سنگینی از ارتش کارتاژینی که دارای سواره نظام و فیل بودند متحمل شدند. هنگامی که کانون جنگ به سیسیل بازگشت، رومی‌ها شهر بزرگ و مهم پانورموس را در سال ۲۵۴ قبل از میلاد تصرف کردند. پس از آن، از ترس فیل‌های جنگی که کارتاژنی‌ها به سیسیل فرستاده بودند، از جنگ اجتناب کردند. در اواخر تابستان ۲۵۰ قبل از میلاد، هاسدروبال ارتش خود را برای ویران کردن محصولات کشاورزی شهرهای متحدان روم رهبری کرد. رومی‌ها به پانورموس عقب‌نشینی کردند و هاسدروبال به استحکامات شهر یورش آورد. هنگامی که به پانورموس رسید، متلوس برای مبارزه با فیل‌ها به نیزه‌های حاصل از خاکبرداری‌های حفر شده در نزدیکی دیوارها روی آورد. در زیر شلیک نیزه‌ها، فیل‌ها وحشت کردند و از طریق پیاده‌نظام کارتاژینی گریختند. سپس پیاده‌نظام سنگین رومی، جناح چپ کارتاژینی را مورد یورش قرار داد. فیل‌ها غنیمت گرفته شدند و بعداً در سیرک ماکسیموس سلاخی شدند. این آخرین نبرد زمینی مهم جنگ بود که نه سال بعد با پیروزی رومیان به پایان رسید.